# Eduardo Berenguer Vilanova
Eduardo Berenguer Vilanova (València, 30 de maig de 1850 - 1931) fou un advocat i polític valencià, alcalde de València i diputat a les Corts Espanyoles durant la restauració borbònica.

## Biografia
La seva família tenia propietats a Montcada, València i Villar del Arzobispo Estudià a la Universitat de València, on es llicencià en filosofia i lletres (1868) i dret (1869). El 1878 es va afiliar al Partit Demòcrata de Francisco Serrano Domínguez, però després ingressà al Partit Constitucional, amb el que el 1882 fou elegit diputat provincial pel districte Alberic-Alzira i el 1892 pel de Carlet-Xiva. Poc després fou nomenat director de la Casa de la Caritat, president de l'Ateneu Mercantil de València i fou escollit regidor de l'ajuntament de València, de la que en serà alcalde del 31 de març al 26 de desembre de 1892. El 1893 fou nomenat president de la Junta d'Obres del Port de València i a les eleccions generals espanyoles de 1896 fou elegit diputat del Partit Conservador pel districte de Xiva. Fou nomenat senador per la província de València el 1905-1907 i per la província de Castelló el 1910-1911, 1916-1917 i el 1923. També fou membre de l'Acadèmia de Belles Arts de Sant Carles.